# Jakub Scharf
Jakub Scharf (29. července 1857 Praha – 11. září 1922 Praha) byl rakouský a český právník a politik židovského původu a české národnosti, na přelomu 19. a 20. století poslanec Českého zemského sněmu; jeden ze zakladatelů českožidovského hnutí.

## Biografie
Profesně působil jako právník. Byl synem obchodníka. V letech 1876–1880 absolvoval práva na Karlo-Ferdinandově univerzitě v Praze. Působil nejprve na soudní praxi, potom jako samostatný advokát. Veřejně a politicky se angažoval v českožidovském hnutí (proud uvnitř židovské komunity, který prosazoval identifikaci židů s českým národním táborem). Již v roce 1875 založil spolek českých židovských studentů (Spolek českých akademiků-židů) a roku 1883 spolek Or Tomid, který prosazoval používání češtiny při židovských bohoslužbách. V roce 1893 stál u vzniku střechové organizace Národní jednota českožidovská. Ta byla následujícího roku rozpuštěna, ale Scharf u soudu dosáhl její zpětné reaktivace. Jeho zásluhou začal vycházet Kalendář českožidovský, který patřil pro mnohé židy k prvním jazykově českým publikacím, s nimiž se seznámili. Byl aktivní v politice. Bojoval proti německojazyčným židovským školám na českém venkově. Podílel se počátkem 80. let na přechodu židovské komunity v pražském Josefově do českého politického tábora a analogicky ovlivnil i vývoj v pražské obchodní a živnostenské komoře. V letech 1897–1918 zasedal jako stoupenec mladočeské strany v pražském obecním zastupitelstvu. Podle jiného zdroje zasedal po 21 let v městské radě.
V 90. letech 19. století se zapojil i do zemské politiky. Ve volbách v roce 1895 byl zvolen v městské kurii (volební obvod Praha-Josefov) do Českého zemského sněmu. Politicky patřil k mladočeské straně. Ve volbách v roce 1901 se kandidatury loajálně vzdal, protože v jeho obvodu byl stranou nominován jiný kandidát, ačkoliv (podle vzpomínky v Národních listech) „voličové trvali na kandidatuře Scharfově.“
Zemřel v září 1922.